# تأسیس الشیعه الکرام لعلوم الاسلام
تأسیس الشیعه الکرام لعلوم الاسلام یکی از آثار سید حسن صدر است که در زمینه معرفی خدمات علمی شیعیان نگاشته شده‌است. این کتاب در نقد سخنی از جرجی زیدان تألیف شده و توانسته‌است جایزه کتاب سال جمهوری اسلامی و کتاب سال حوزه را کسب نماید. این اثر را یکی از مهمترین منابع پژوهشی در تشریح نقش شیعیان در تولید و نشر علوم اسلامی معرفی شده‌است.

## نام اثر
آقابزرگ تهرانی و سید حسن صدرعاملی نام این کتاب را «تأسیس الشیعه الکرام لفنون الاسلام» ذکر کرده‌اند. اما خود سید حسن صدرعاملی در مقدمه چاپ دوم همان کتاب، نامش را «تأسیس الشیعه الکرام لکل علوم الاسلام» و در جای دیگر با کلمه «کل» آن را «تأسیس الشیعه الکرام لعلوم الاسلام» یاد کرده‌است. این کتاب در عصر حاضر با تصحیح، پژوهش و تعلیقات محمدجواد محمودی و سید عبدالستار حسنی به همت انتشارات مؤسسه کتابشناسی شیعه با شمارگان هزار نسخه و در ۱۵۲۰ صفحه (دو مجلد) منتشر شده‌است. در این چاپ ناشر پیوستی با نام «خلاصه‌ای از کلام بزرگان و اندیشمندان شیعه از صدر اسلام» به قلم سیدعبدالحسین شرف‌الدین به آن اضافه کرده‌است.

## شرح اثر
کتاب تأسیس الشیعه الکرام لعلوم الاسلام، از مشهورترین آثار سید حسن صدر است که جایگاه و نقش شیعیان در تعالی و پیشرفت علوم مختلف، از جمله «نحو»، «صرف»، «لغت‌شناسی»، «معانی، بیان و بدیع»، «عروض»، «فنون و روش‌های شعر»، «تاریخ و سیره»، «حدیث»، «تأسیس علم حدیث و رشد آن»، «فقه»، «اصول فقه»، «علوم قرآنی»، «کلام» و «علم اخلاق» را مورد بررسی قرار داده، در ۱۴ فصل به چاپ رسیده‌است.
نویسنده این کتاب را در روز یکشنبه ۱۸ جمادی‌الثانی ۱۳۲۸ ه‍.ق در شهر کاظمین به پایان رساند. از جمله مواردی که در کتابش مورد توجه قرار گرفته‌است، اولین مفسر قرآن را «سعید بن جبیر» و مؤسس دانش نحو را «ابواسود دوئلی» معرفی کرده‌است که از شیعیان بوده‌اند. این اثر، علاوه بر پژوهشی در زمینه تاریخ شیعه، نقش شیعیان در تدوین و تأسیس علوم اسلامی، به معرفی اندیشمندان و آثار برجای مانده از آنان در این علوم نیز پرداخته‌است. در این اثر ضمن ارایه تاریخچه‌ای ظهور شیعه از صدر اسلام و فراز و نشیب‌های تاریخی آن از لحاظ علمی و فرهنگی، به بحث در مورد پیشتازی شیعه در زمینه تأسیس و پیشرفت انواع علوم و فنون به ویژه علوم و معارف اسلامی، مانند علوم حدیث، تفسیر قرآن، علم کلام و عقاید، علم رجال و درایه و ادبیات پرداخته شده‌است.

## نویسنده
سید حسن صدر (۱۲۷۲–۱۳۵۴ ه‍.ق) فقیه، مفسر و محدث شیعی که به محدث کاظمینی شهره است، از شاگردان میرزا حبیب‌الله رشتی، محمد ایروانی، ملاحسینقلی همدانی و عبدالنبی نوری طبرسی، بوده و شاگردانی چون محمدجواد بلاغی، مرتضی آل یاسین کاظمی و میرزا حسین فقیه سبزواری تربیت نموده و پس فوت میرزای شیرازی، مرجعیت شیعیان را عهده‌دار شده‌است. وی از مهمترین چهره‌های خاندان صدر است. وی بیش از ۸۰ عنوان اثر علمی داشته‌است.

## هدف از تألیف
پس از آنکه جرجی زیدان، در کتاب تاریخ آداب اللغة العربیه خویش دربارهٔ مذهب تشیع چنین نوشت که: «شیعه طایفه‌ای کوچک بود که آثار قابل اعتنایی نداشت و اکنون شیعه‌ای در دنیا وجود ندارد.» سید حسن صدر با هم‌پیمان شدن با آقابزرگ تهرانی و محمدحسین کاشف الغطاء، بر آن شد تا پاسخ این کلام را داده و در نقد آن کتاب تأسیس الشیعه الکرام لعلوم الاسلام را در سال ۱۳۲۸ ه‍.ق تألیف و به سال ۱۳۷۰ به چاپ رساند. آقابزرگ تهرانی نیز به تألیف کتاب الذریعه پرداخت و آثار و تالیفات شیعه را در علوم مختلف، معرفی نمود. محمدحسین کاشف الغطا نیز نقدی بر کتاب آداب اللغة العربیه نگاشت.

## نشر و ترجمه
مؤسسه تحقیقاتی امام موسی صدر در توصیف این کتاب می‌نویسد: «این کتاب با تصحیح، پژوهش و تعلیقات محمدجواد محمودی و سید عبدالستار حسنی به همت انتشارات مؤسسه کتابشناسی شیعه با شمارگان هزار نسخه و در ۱۵۲۰ صفحه (دو مجلد) منتشر شده‌است. در این چاپ ناشر پیوستی با نام «خلاصه‌ای از کلام بزرگان و اندیشمندان شیعه از صدر اسلام» به قلم سیدعبدالحسین شرف‌الدین به آن اضافه کرده‌است.» تحقیق این اثر با مقدمه‌ای مفصل از شرح حال نویسنده آغاز و تصحیح آن بر مبنای نسخه دست‌نویس مؤلف صورت گرفته‌است. تصحیح و تحقیق این کتاب، با ارائه فهرست‌های جامع و فنی در پایان کتاب، در دو جلد سامان یافته‌است.
همچنین این اثر توسط مرتضی میرسجادی مورد تحقیق و پژوهش قرار گرفته و به عنوان تلخیصی از کتاب اصلی با عنوان الشیعه و فنون الاسلام تألیف نموده‌است که توسط انتشارات سبطین در قم منتشر شده‌است. محقق در این کتاب، دانش و فنون را بر مبنای اهمیت و شرافت دسته‌بندی کرده‌است. شایان ذکر است که از اولین چاپ‌های این کتاب در عراق به سال ۱۳۵۴ ه‍.ق صورت گرفته‌است و در انتشارات اعلمی تهران نیز تجدید چاپ شد. همچنین از دیگر انتشاراتی که این کتاب را نشر کرده‌اند می‌توان به انتشارات ذوی‌القربی در شهر قم اشاره کرد که کتاب را در سال ۱۳۹۲ شمسی در قطع وزیری و ۴۴۲ صفحه به چاپ رسانده‌است.

## جوایز
کتاب تأسیس الشیعه الکرام لعلوم الاسلام به چاپ و نشر مؤسسه کتاب‌شناسی شیعه، در نوزدهمین همایش کتاب سال حوزه به عنوان اثر برگزیده شناخته شد. همچنین در سی و پنجمین دوره جایزه کتاب سال جمهوری اسلامی، این اثر به عنوان اثر برگزیده در حوزه دین، معرفی شد.